# Rallye d'Australie
Le rallye d'Australie est une manche du championnat du monde des rallyes disputée entre 1988 et 2018. Elle prend l'appellation Coates Hire Rally Australia en 2014.

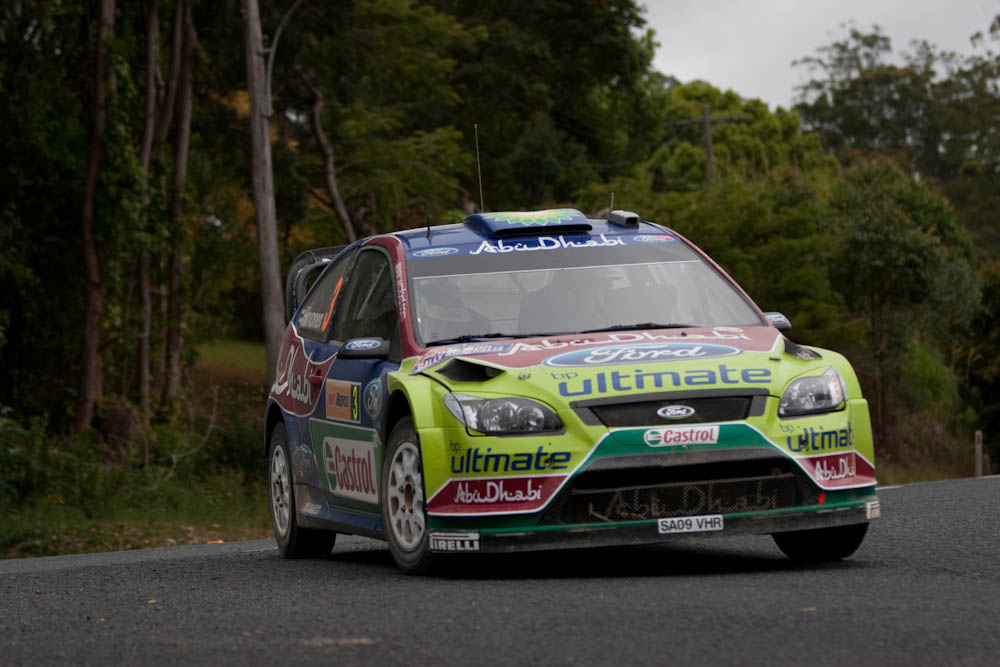
Mikko Hirvonen en 2009.

## Histoire
Les éditions de courses comprises entre 1989 et 2002 ont été supervisées par Garry Connelly comme directeur de course. Il est ainsi à l'origine de l'utilisation d'un hélicoptère de course équipé de caméras de télévision. Sous son ère, l'épreuve s'est vu décerner à plusieurs reprises le titre de rallye de l'année par les équipes, en 1995, 1999 et 2000. Durant cette période le profil a souvent souri aux plus tacticiens d'entre les coureurs, les revêtements de graviers étant fréquemment recouverts de fines couches de billes de bauxite, rendant le début des épreuves spéciales particulièrement glissant en attendant le balayage des routes par les premiers partants. En outre la proximité toute particulière des arbres de certaines forêts fut souvent fatale aux concurrents sur des chemins étroits et piégeux à souhait, comme en 2001 pour Francois Delecour: l'écrasement de sa Ford Focus entraîna alors la blessure de son copilote Daniel Grataloup; l'année suivante sa Mitsubishi Lancer frappa violemment un bloc de béton dans un très rapide virage à gauche, et s'encastra de nouveau dans un arbre en blessant encore une fois l'infortuné Grataloup (l'hélico de secours intervenant en quelques minutes à peine). Furent alors très réputés la superspéciale  de Langley Park, et le plan d'eau traversé lors de la toute fin de la dernière E.S. après une longue série de sauts. 
Se tenant ainsi d'abord dans les environs de Perth, sur la côte ouest australienne, l'épreuve a ensuite été déplacée sur la côte est, en Nouvelle-Galles du Sud, après 2002 à la suite du départ de Connely qui eut à l'époque un différend important avec la Western Australian Tourism Commission (WATC) propriétaire de l'épreuve et la Confederation of Australian Motorsport (CAMS), puis toujours dans cet état aux environs de Coffs Harbour en 2011. 
En 1994, elle ne compte que pour la Coupe du monde des constructeurs 2 litres. Souvent décriée pour la dangerosité de son tracé, cette course ne fait pas partie des championnats 2007 et 2008, avant de proposer un nouveau tracé pour son retour. Les bénéfices enregistrés par la région organisatrice en 2009 ne suffisant pas, un nouveau déménagement est conçu en 2011 (à Coffs Harbour). Coates Hire Ltd (groupe équipementier locatif) est devenu le principal bailleur de fonds pour 2014, rôle longtemps assumé par Telstra, la Commonwealth Bank ayant quant à elle servi de tout premier sponsor. Les 50 kilomètres aux nombreux dos d'âne de l'épreuve spéciale de Nambucca représentent l'une des principales difficultés de l'épreuve actuelle.
En 2019, le rallye d'Australie, dernière épreuve de la saison, a été annulé à cause des incendies de forêt dévastateurs qui ont eu lieu dans la région.

## Palmarès

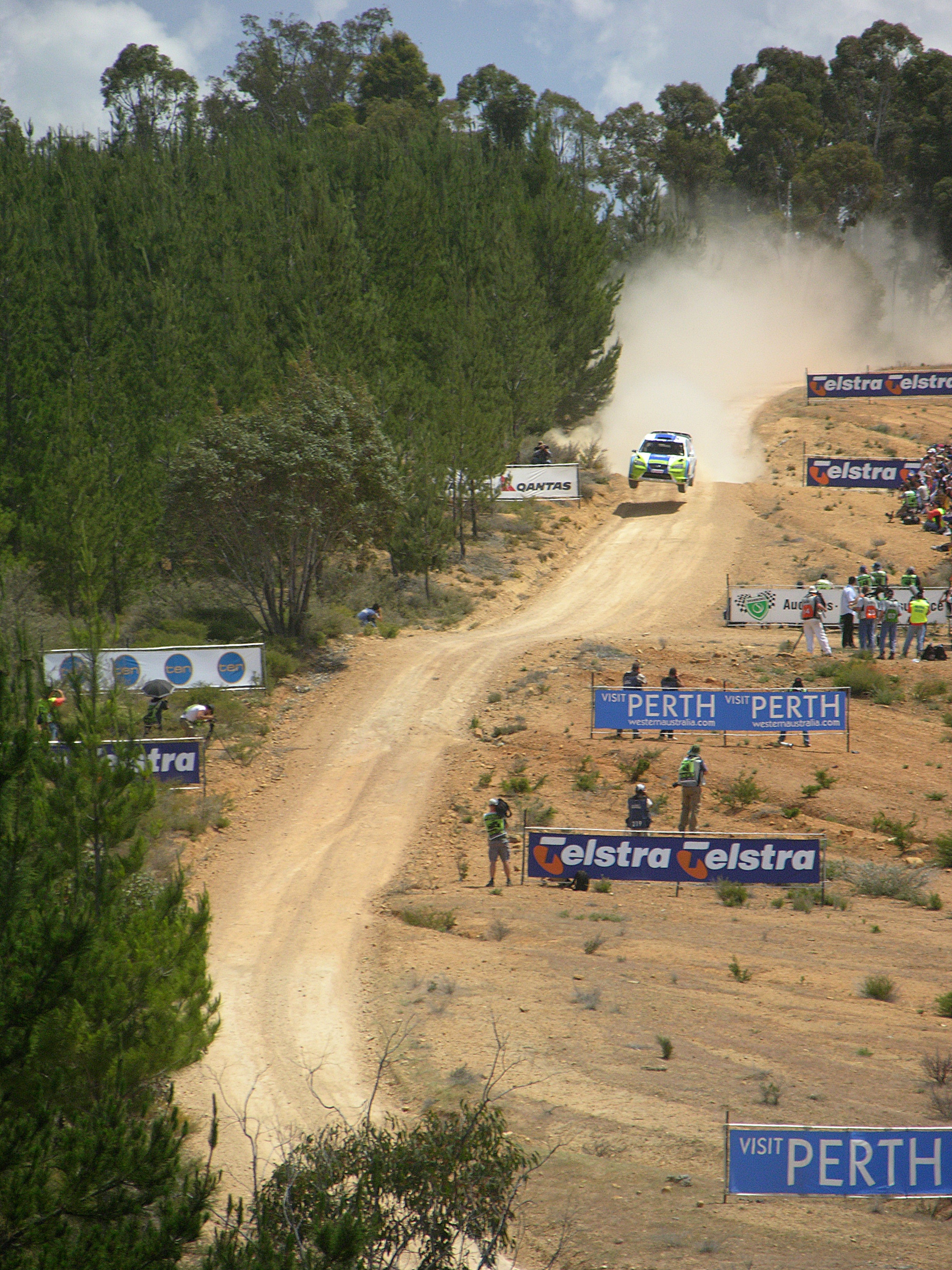
Un saut de Marcus Grönholm sur l'une des nombreuses bosses du circuit à Bannister North II, au Telstra Rallye australien de 2006.

| Année | Pilote                               | Copilote           | Voiture                         |
| ----- | ------------------------------------ | ------------------ | ------------------------------- |
| 1988  | Ingvar Carlsson                      | Per Carlsson       | Mazda 323 4WD                   |
| 1989  | Juha Kankkunen                       | Juha Piironen      | Toyota Celica GT-4              |
| 1990  | Juha Kankkunen                       | Juha Piironen      | Lancia Delta HF Integrale 16v   |
| 1991  | Juha Kankkunen                       | Juha Piironen      | Lancia Delta HF Integrale 16v   |
| 1992  | Didier Auriol                        | Bernard Occelli    | Lancia Delta HF Integrale       |
| 1993  | Juha Kankkunen                       | Nicky Grist        | Toyota Celica Turbo 4WD         |
| 1994  | Colin McRae                          | Derek Ringer       | Subaru Impreza 555              |
| 1995  | Kenneth Eriksson                     | Staffan Parmander  | Mitsubishi Lancer Evolution III |
| 1996  | Tommi Mäkinen                        | Seppo Harjanne     | Mitsubishi Lancer Evolution III |
| 1997  | Colin McRae                          | Nicky Grist        | Subaru Impreza WRC 97           |
| 1998  | Tommi Mäkinen                        | Risto Mannisenmäki | Mitsubishi Lancer Evolution V   |
| 1999  | Richard Burns                        | Robert Reid        | Subaru Impreza WRC 99           |
| 2000  | Marcus Grönholm                      | Timo Rautiainen    | Peugeot 206 WRC                 |
| 2001  | Marcus Grönholm                      | Timo Rautiainen    | Peugeot 206 WRC                 |
| 2002  | Marcus Grönholm                      | Timo Rautiainen    | Peugeot 206 WRC                 |
| 2003  | Petter Solberg                       | Phil Mills         | Subaru Impreza WRC 2003         |
| 2004  | Sébastien Loeb                       | Daniel Elena       | Citroën Xsara WRC               |
| 2005  | François Duval                       | Sven Smeets        | Citroën Xsara WRC               |
| 2006  | Mikko Hirvonen                       | Jarmo Lehtinen     | Ford Focus RS WRC 06            |
| 2009  | Mikko Hirvonen                       | Jarmo Lehtinen     | Ford Focus RS WRC 09            |
| 2011  | Mikko Hirvonen                       | Jarmo Lehtinen     | Fiesta RS WRC                   |
| 2013  | Sébastien Ogier                      | Julien Ingrassia   | Volkswagen Polo R WRC           |
| 2014  | Sébastien Ogier                      | Julien Ingrassia   | Volkswagen Polo R WRC           |
| 2015  | Sébastien Ogier                      | Julien Ingrassia   | Volkswagen Polo R WRC           |
| 2016  | Andreas Mikkelsen                    | Anders Jäger       | Volkswagen Polo R WRC           |
| 2017  | Thierry Neuville                     | Nicolas Gilsoul    | Hyundai i20 WRC                 |
| 2018  | Jari-Matti Latvala                   | Miikka Anttila     | Toyota Yaris WRC                |
| 2019  | épreuve annulée (incendies de forêt) |                    |                                 |

## Victoires

### Pilotes

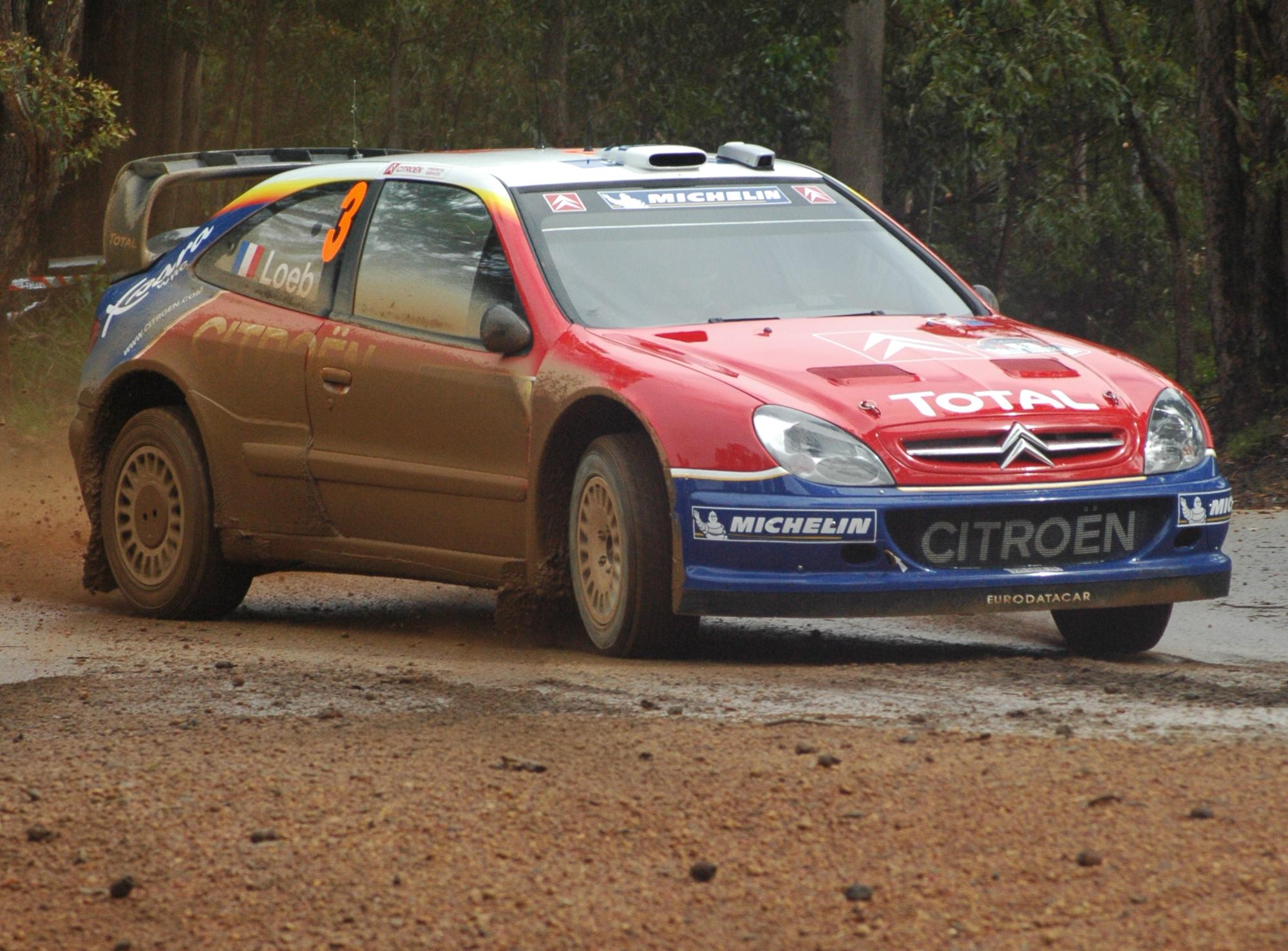
Sébastien Loeb en 2004.

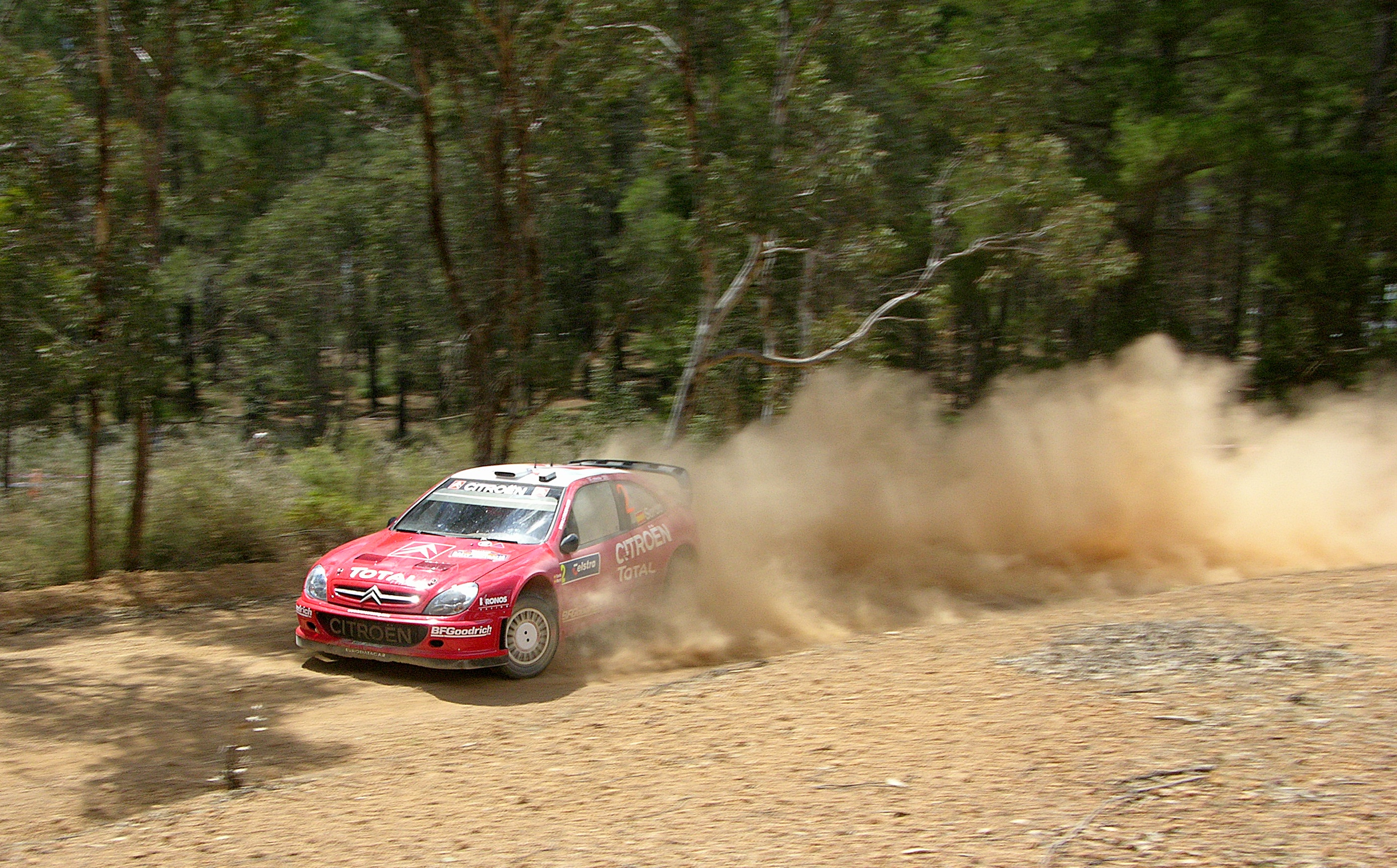
Daniel Sordo sur Citroën Xsara en 2006.

| Nombre | Pilote             | Année(s)               |
| ------ | ------------------ | ---------------------- |
| 4      | Juha Kankkunen     | 1989, 1990, 1991, 1993 |
| 3      | Marcus Grönholm    | 2000, 2001, 2002       |
| 3      | Mikko Hirvonen     | 2006, 2009, 2011       |
| 3      | Sébastien Ogier    | 2013, 2014, 2015       |
| 2      | Colin McRae        | 1994, 1997             |
| 2      | Tommi Mäkinen      | 1996, 1998             |
| 1      | Ingvar Carlsson    | 1988                   |
| 1      | Didier Auriol      | 1992                   |
| 1      | Kenneth Eriksson   | 1995                   |
| 1      | Richard Burns      | 1999                   |
| 1      | Petter Solberg     | 2003                   |
| 1      | Sébastien Loeb     | 2004                   |
| 1      | François Duval     | 2005                   |
| 1      | Andreas Mikkelsen  | 2016                   |
| 1      | Thierry Neuville   | 2017                   |
| 1      | Jari-Matti Latvala | 2018                   |

### Constructeurs

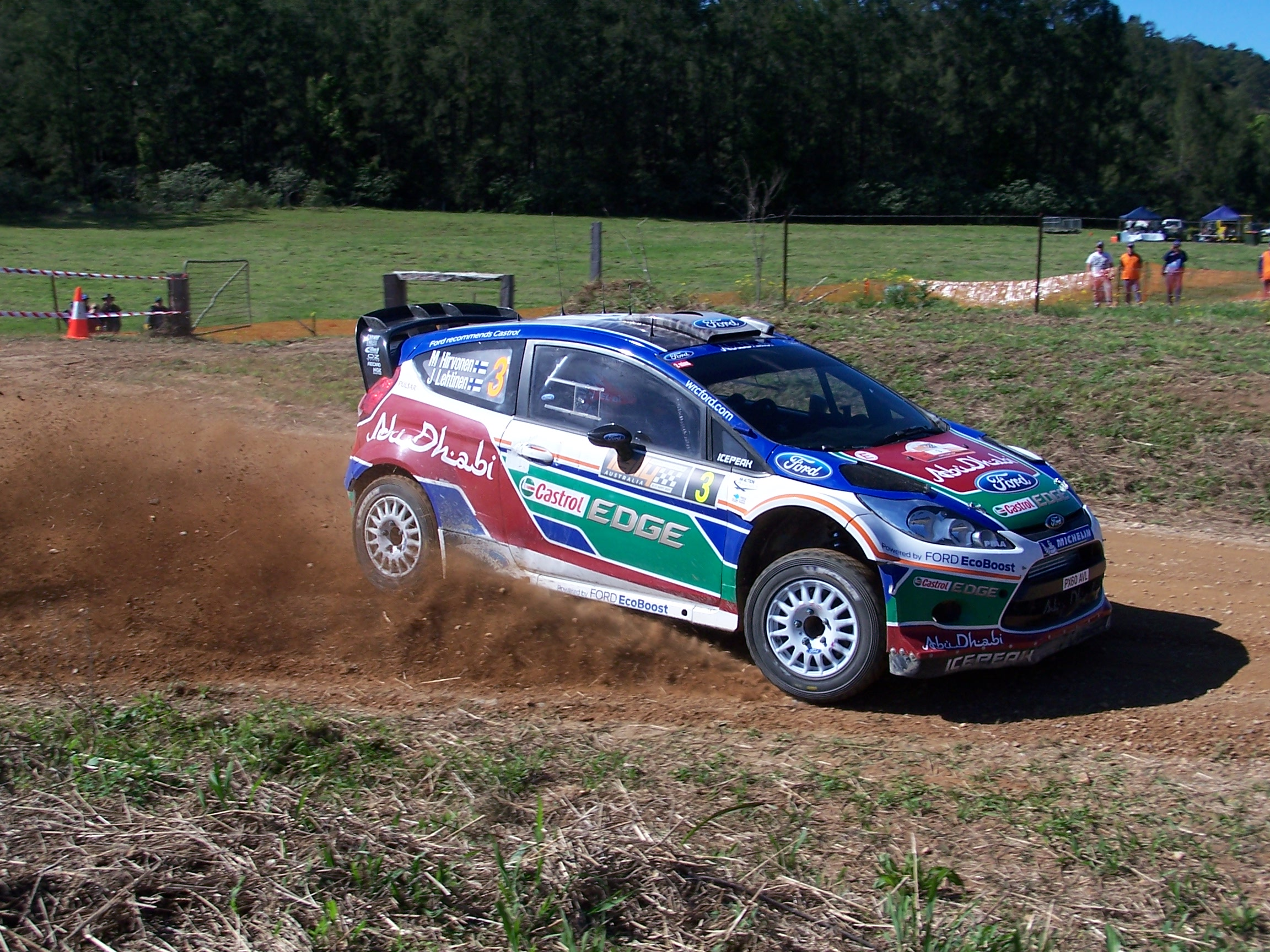
Mikko Hirvonen, vainqueur en 2011 sur Ford Fiesta RS WRC.

| Nombre | Constructeur | Année(s)               |
| ------ | ------------ | ---------------------- |
| 4      | Subaru       | 1994, 1997, 1999, 2003 |
| 4      | Volkswagen   | 2013, 2014, 2015, 2016 |
| 3      | Toyota       | 1989, 1993, 2018       |
| 3      | Lancia       | 1990, 1991, 1992       |
| 3      | Mitsubishi   | 1995, 1996, 1998       |
| 3      | Peugeot      | 2000, 2001, 2002       |
| 3      | Ford         | 2006, 2009, 2011       |
| 2      | Citroën      | 2004, 2005             |
| 1      | Mazda        | 1988                   |
| 1      | Hyundai      | 2017                   |